# Luncavița (Tulcea)
Luncaviţa è un comune della Romania di 4 612 abitanti, ubicato nel distretto di Tulcea, nella regione storica della Dobrugia. 
Il comune è formato dall'unione di due villaggi: Luncavița e Rachelu.
Nel 2004 si è staccato da Luncaviţa il villaggio di Văcăreni, andato a formare un comune autonomo.